# 문학사랑e
문학사랑e는 한국교육방송공사(EBS)와 한국문화예술위원회가 공동으로 기획하고 제작한 단편 문학 애니메이션 프로그램이다. 이 프로그램은 우수 문학도서에 선정된 시집이나 소설에서 좋은 구절을 골라 5분 가량의 짧은 애니메이션으로 제작된다. 급변하는 시대를 살고 있는 일반인들이 우리 문학을 통해 문학적 감수성을 키우고 삶의 여유를 가질 수 있도록 하고 우리 문학에 더욱 친숙해지고 관심을 갖게 한다. 이뿐만 아니라 문학으로부터 소외된 계층에게 문학을 쉽게 접할 수 있는 기회를 제공한다는 점에서 더욱 의미가 있다.